# Banque centrale de l'Équateur

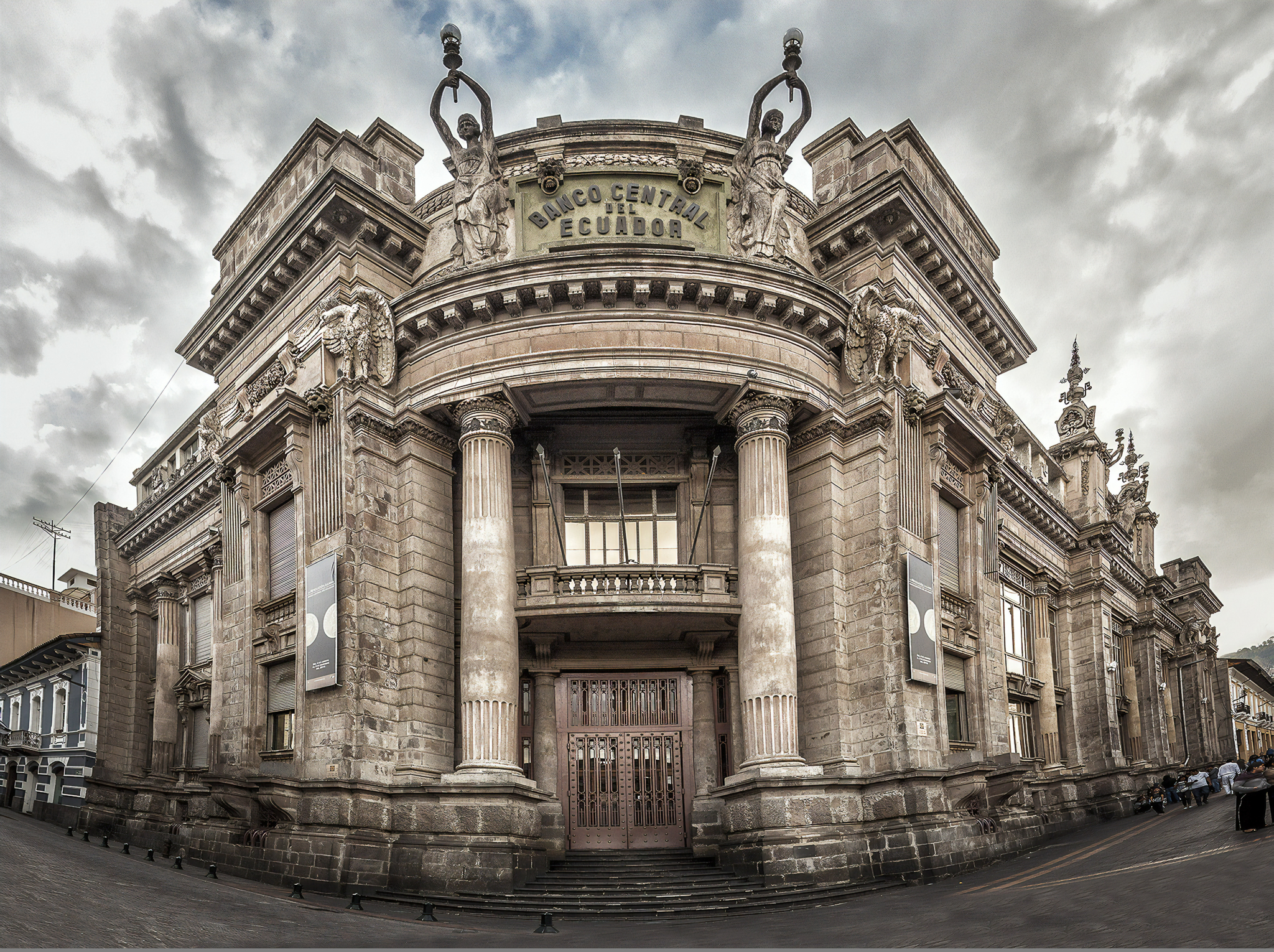
Premier bâtiment de la Banque centrale de l'Équateur, aujourd'hui le Musée numismatique.

La Banque centrale de l'Équateur (en espagnol : Banco Central del Ecuador) est la banque centrale de l'Équateur. Depuis 2001, il a adopté l'utilisation du dollar des États-Unis, il ne régule donc pas la politique monétaire, sa fonction principale est de réguler le système bancaire du pays.

## Histoire
Le 11 février 1927, la Mission Kemmerer présenta au Gouvernement le projet de loi organique de la Banque centrale de l'Équateur, accompagné d'un exposé des motifs. Une société par actions fut créée, autorisée pendant 50 ans à émettre de la monnaie, à réescompter le taux fixe, à devenir un dépositaire pour le gouvernement et les banques associées, à gérer le marché des changes et à agir comme agent fiscal. Parce que les fonctions de la nouvelle institution étaient « intimement liées aux droits souverains du Gouvernement et à l’intérêt public », le Gouvernement était appelé à participer à son administration.
Le 12 mars 1927, le président Isidro Ayora a décrété la loi organique de la Banque centrale de l'Équateur (Registre officiel n° 283). La préparation des opérations de la nouvelle institution était la responsabilité d'un comité d'organisation, nommé par Ayora lui-même. Le 3 juin de la même année, les statuts furent approuvés ; après avoir surmonté plusieurs difficultés opérationnelles entre le Fonds central des émetteurs et la nouvelle institution. Finalement, le 10 août 1927, la Banque centrale de l'Équateur a ouvert ses portes dans le bâtiment de la Banco Central del Ecuador, aujourd'hui le Musée numismatique, dans le centre historique de Quito. Le 25 août 1972, la succursale principale de Guayaquil a été ouverte.
En janvier 2000, l'Équateur a adopté l'utilisation du dollar américain de préférence au sucre équatorien. Le 13 juin 2001, le décret exécutif numéro 1589 a été publié, par lequel le nouveau statut organique de cette institution a été publié, qui établit que sa mission est : « Promouvoir et contribuer à la stabilité économique du pays ».